# Cal Teòric
Cal Teòric és una obra eclèctica de Vilassar de Dalt (Maresme) protegida com a bé cultural d'interès local.

## Descripció
Edifici civil, es tracta d'una construcció que ocupa el xamfrà entre dos carrers. El cos principal està conformat per una planta baixa, un pis, i està cobert per una teulada amb quatre vessants; el petit cos lateral només consta d'una planta baixa i un terrat.
Al conjunt destaca la seva ornamentació eclèctica -especialment a la porxada de la façana principal, avui transformada en una tribuna tancada amb vidres-, treballada amb pedra, arcs, columnes i baranes que donen un cert aire exòtic a l'edifici. El guardapols de totes les restants obertures són típiques del neogòtic.
Cal destacar, també, l'ampli voladís de la teulada sostingut per mènsules i els esgrafiats a la part immediatament inferior. Sobresurt també una reixa de ferro situada sobre una finestra del cos lateral.